# Kurt Rossmann
Kurt Rossmann (* 15. Mai 1909 in Hannover; † 1. November 1980 in Basel) war ein deutscher Philosoph und Hochschullehrer.

## Leben
Rossmann promovierte 1943 und habilitierte sich 1948 an der Universität Heidelberg, wo er 1957 zum außerplanmäßigen Professor ernannt wurde. Von 1964 bis 1977 war er ordentlicher Professor für Systematische Philosophie und Geschichtsphilosophie an der Universität Basel.

## Schriften (Auswahl)
Als Autor:
- Die Chronik des Samuel Simon, Heidelberg 1668–1711. Ein Beitrag zur Heidelberger Volkskunde. [1943] (Dissertation, Universität Heidelberg, 1943).
- Wissenschaft, Ethik und Politik. Erörterung des Grundsatzes der Voraussetzungslosigkeit in der Forschung. Mit erstmaliger Veröffentlichung der Briefe Theodor Mommsens über den „Fall Spahn“ und der Korrespondenz zu Mommsens öffentlicher Erklärung über „Universitätsunterricht und Konfession“ aus dem Nachlass Lujo Brentanos (= Schriften der Wandlung. Bd. 4). Schneider, Heidelberg 1949 (Habilitationsschrift, Universität Heidelberg, 1948).
- mit Karl Jaspers: Die Idee der Universität. Für die gegenwärtige Situation entworfen. Springer, Berlin 1961.

Als Herausgeber:
- Gotthold Ephraim Lessing: Die Erziehung des Menschengeschlechts. Rausch, Heidelberg 1964.
- Immanuel Kant: Der Streit der Fakultäten. Rausch, Heidelberg 1947.
- Deutsche Geschichtsphilosophie von Lessing bis Jaspers. Schünemann, Bremen 1959.